# Lista di ortaggi
Questo è una lista di piante che hanno un ruolo culinario come ortaggi. Il termine ortaggio può essere utilizzato in diversi sensi, tra cui culinario, botanico e legale. Questo elenco include frutti botanici come le zucche e non include erbe aromatiche, le spezie, i cereali e la maggior parte dei frutti e delle frutta a guscio intesi in senso culinario. I funghi commestibili non sono inclusi in questo elenco.
Gli ortaggi sono definiti in termini legali per scopi normativi, fiscali e di altro tipo. Un esempio di ciò è il pomodoro, che botanicamente è una bacca (frutto), ma culinariamente è inteso come un ortaggio.

## Ortaggi in foglia e da insalata

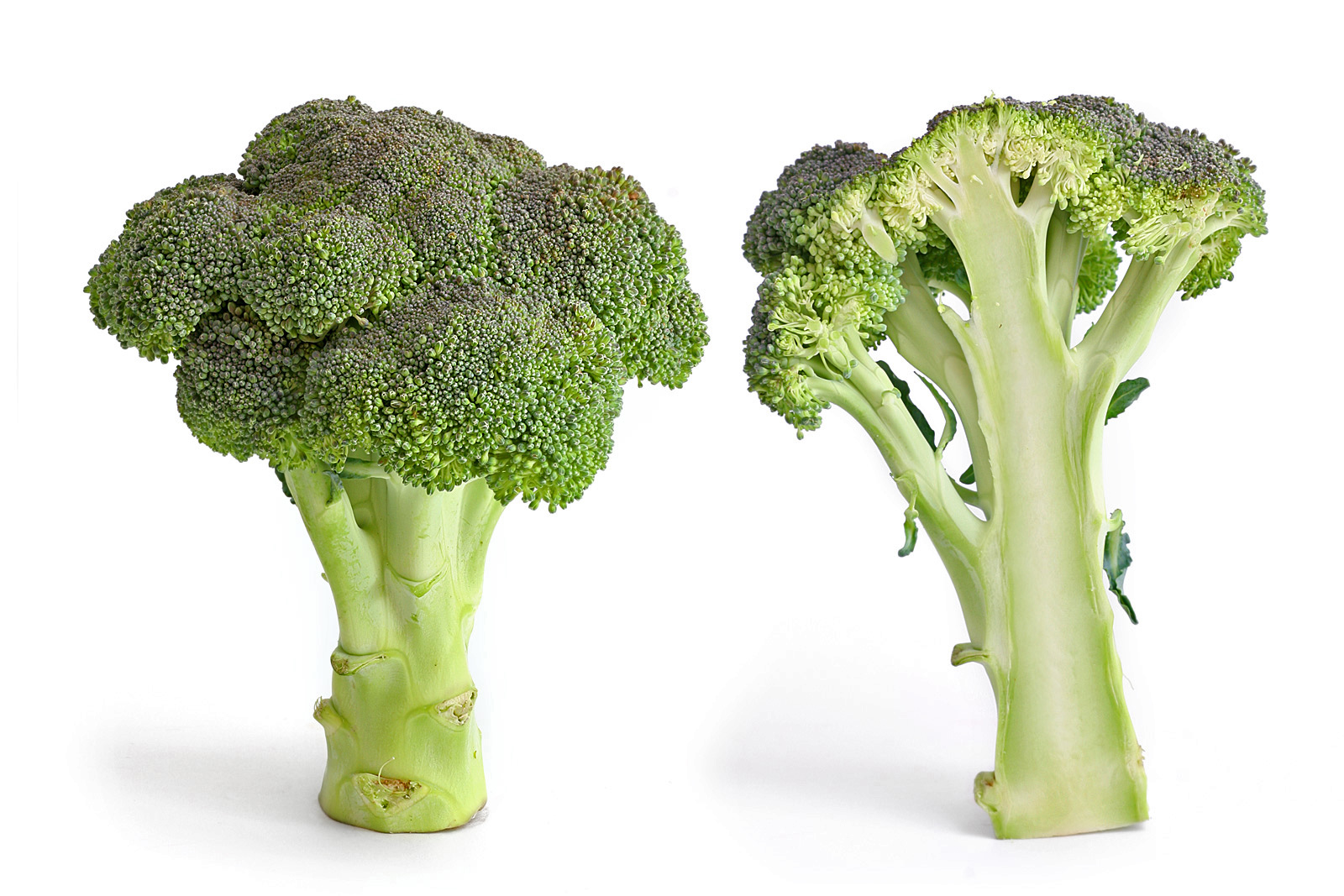
Broccoli

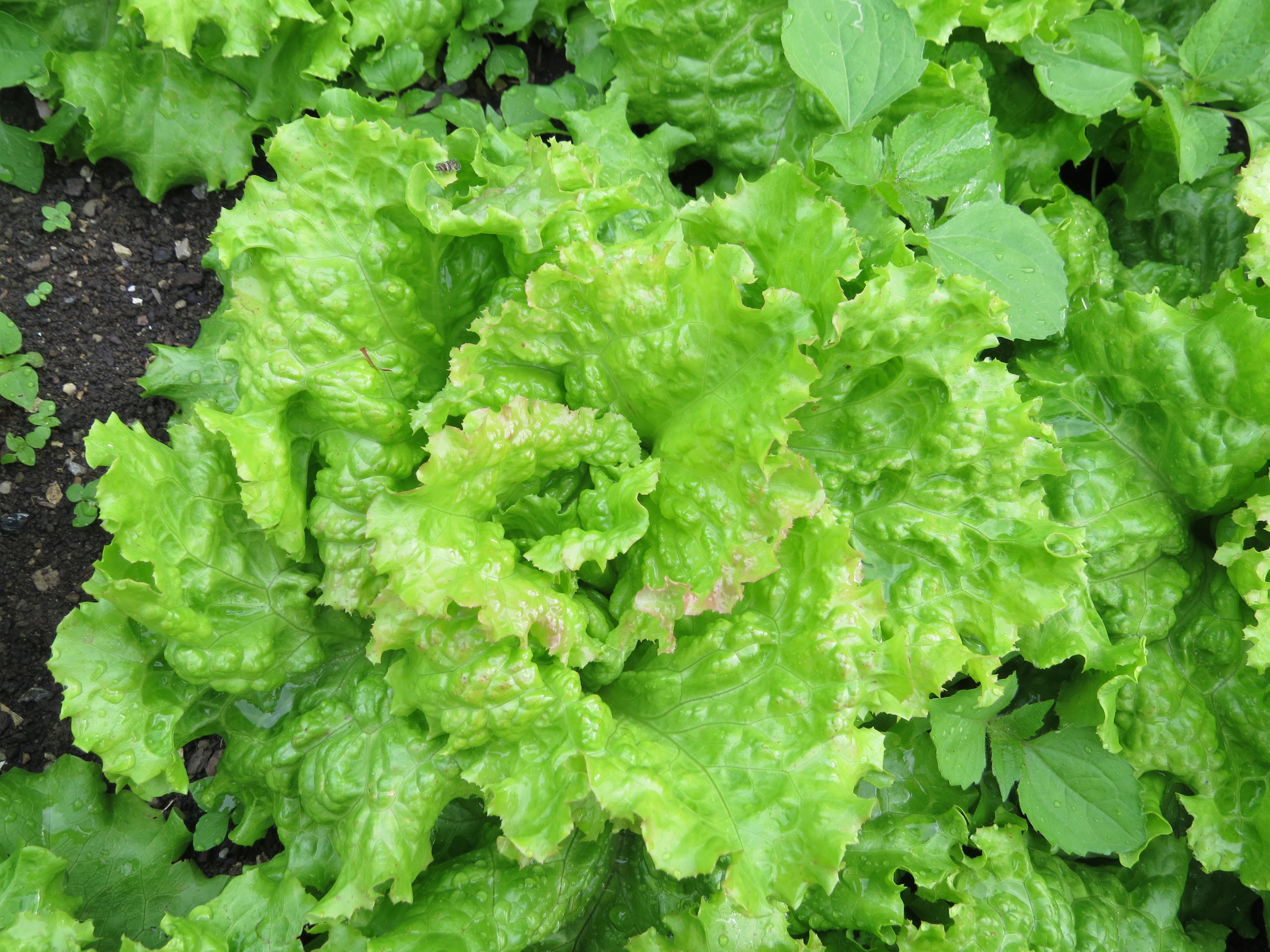
Lattuga

| Nome comune         | Nome scientifico         |
| ------------------- | ------------------------ |
| Acetosa             | Rumex acetosa            |
| Agretto             | Soda inermis             |
| Atreplice           | Atriplex hortensis       |
| Bietola             | Beta vulgaris            |
| Borragine           | Borago officinalis       |
| Borsa di pastore    | Capsella bursa-pastoris  |
| Broccolo            | Brassica oleracea        |
| Cavolo              | Brassica oleracea        |
| Cavolo cinese       | Brassica rapa            |
| Cavolo di Bruxelles | Brassica oleracea        |
| Cavolo marino       | Crambe maritima          |
| Cavolo napa         | Brassica rapa            |
| Cavolo riccio       | Brassica oleracea        |
| Cicoria             | Cichorium intybus        |
| Crescione           | Lepidium sativum         |
| Crescione d'acqua   | Nasturtium officinale    |
| Farinello           | Chenopodium album        |
| Finocchio marino    | Crithmum maritimum       |
| Friariello          | Brassica rapa            |
| Indivia             | Cichorium endivia        |
| Juta                | Corchorus olitorius      |
| Komatsuna           | Brassica rapa            |
| Lattuga             | Lactuca sativa           |
| Moringa             | Moringa oleifera         |
| Orapo               | Blitum bonus-henricus    |
| Portulaca           | Portulaca oleracea       |
| Radicchio           | Cichorium intybus        |
| Rucola              | Eruca vesicaria          |
| Songino             | Valeriana locusta        |
| Spinacio            | Spinacia oleracea        |
| Spinacio d'acqua    | Ipomoea aquatica         |
| Tarassaco           | Taraxacum officinale     |
| Tetragonia          | Tetragonia tetragonoides |
| Verza               | Brassica oleracea        |

## Frutti

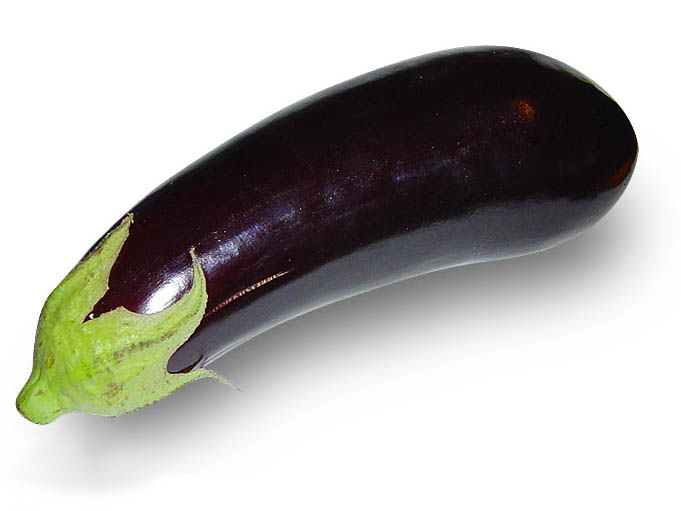
Melanzana

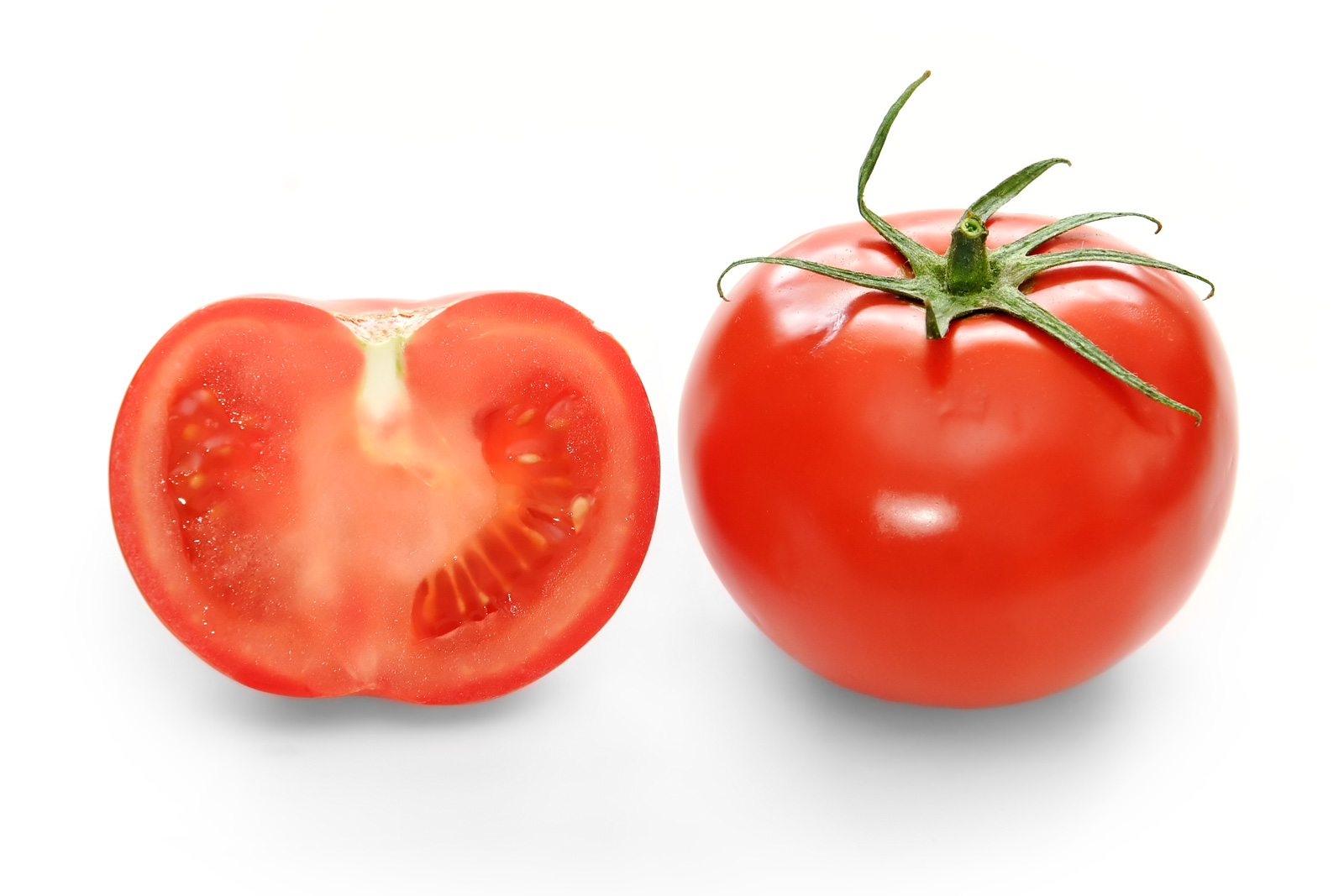
Pomodori

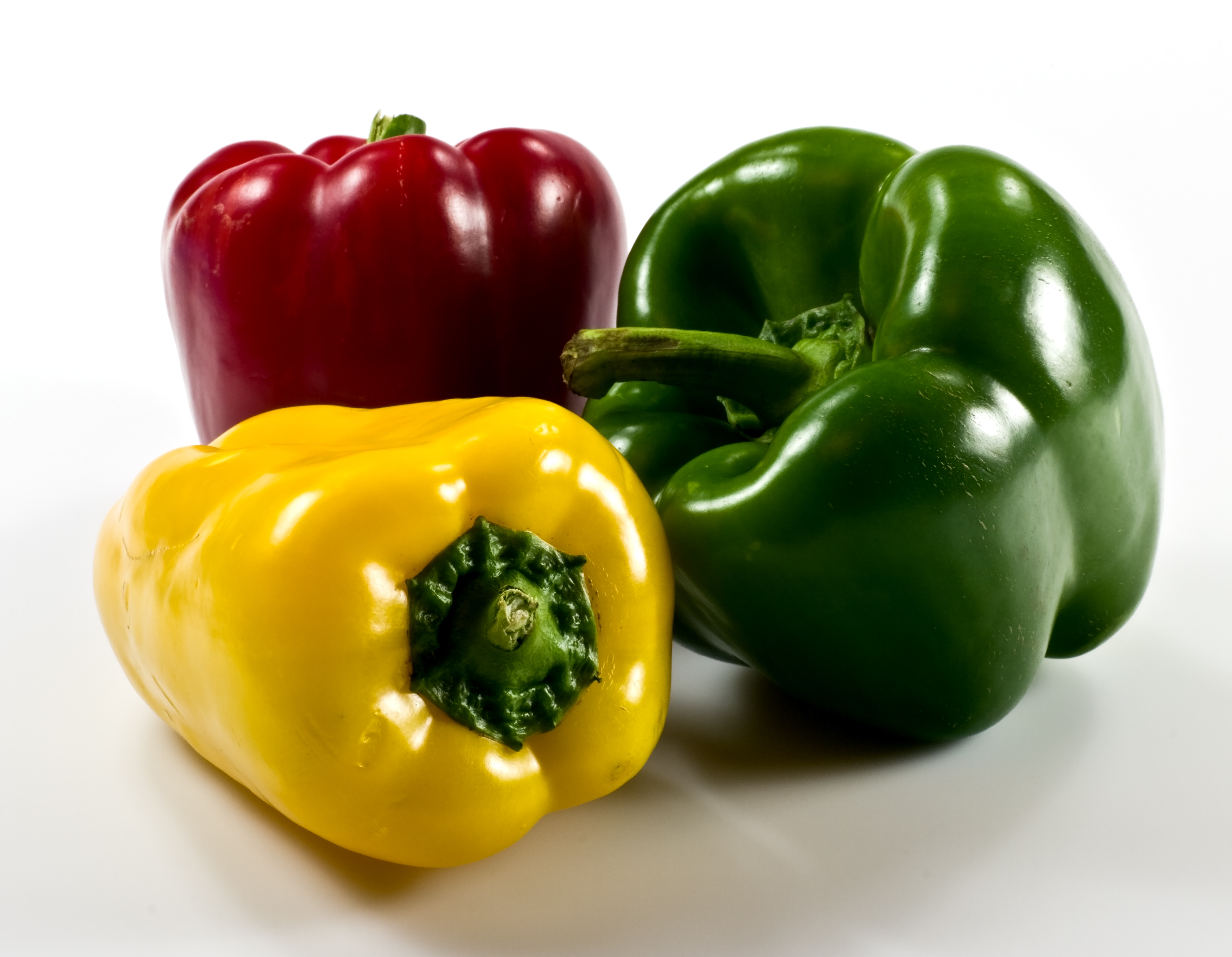
Peperoni

| Nome comune      | Nome scientifico       |
| ---------------- | ---------------------- |
| Castagna d'acqua | Trapa natans           |
| Cetriolo         | Cucumis sativus        |
| Chayote          | Sicyos edulis          |
| Gombo            | Abelmoschus esculentus |
| Kaywa            | Cyclanthera pedata     |
| Luffa            | Luffa aegyptiaca       |
| Mais             | Zea mays               |
| Melanzana        | Solanum melongena      |
| Oliva            | Olea europaea          |
| Peperone         | Capsicum annuum        |
| Platano          | Musa × paradisiaca     |
| Pomodoro         | Solanum lycopersicum   |
| Tomatillo        | Physalis philadelphica |
| Zucca            | Cucurbita maxima       |
| Zucca a fiasco   | Lagenaria siceraria    |
| Zucca amara      | Momordica charantia    |
| Zucca trombetta  | Cucurbita moschata     |
| Zucchina         | Cucurbita pepo         |

## Fiori commestibili

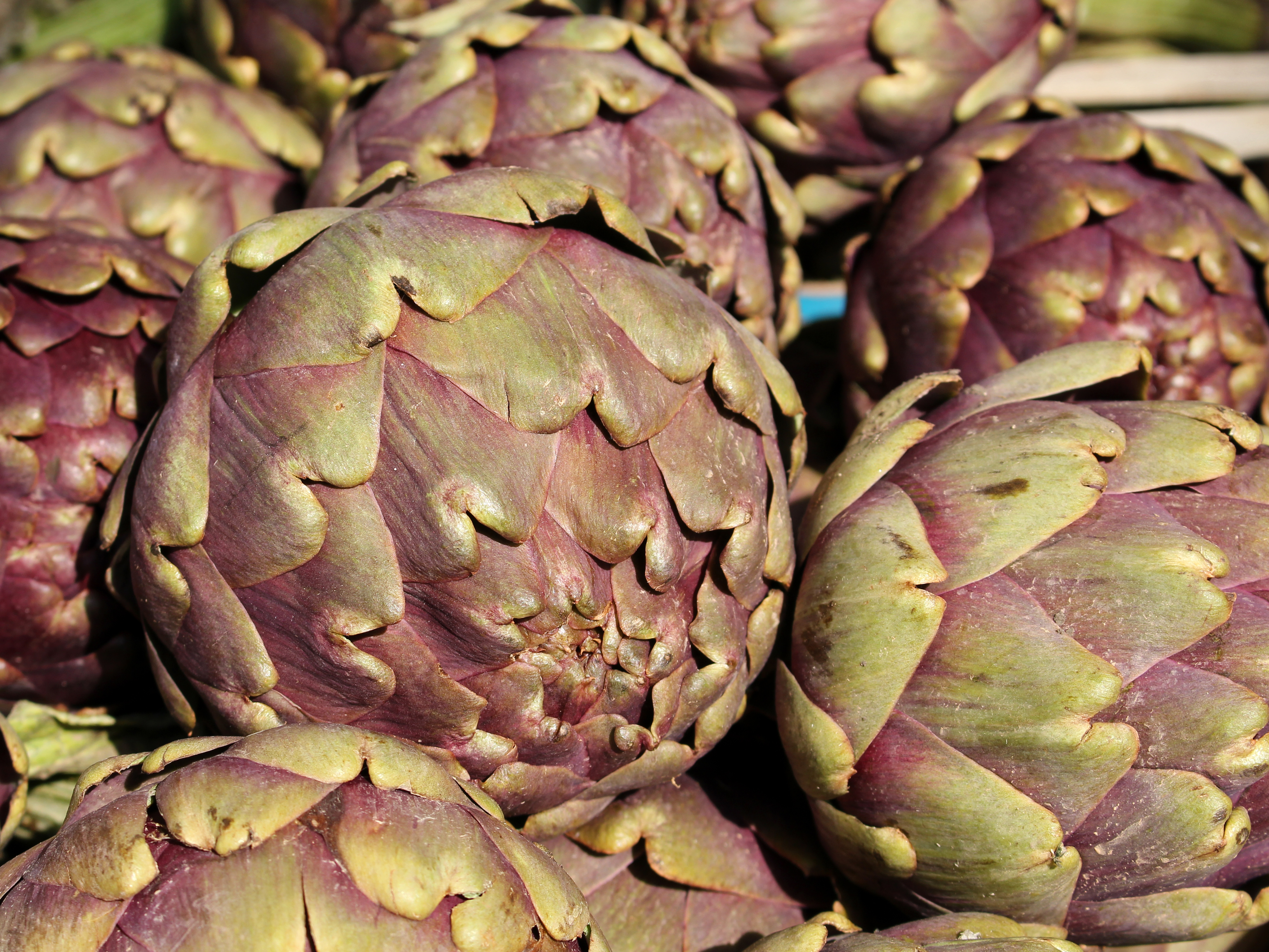
Carciofi

| Nome comune    | Nome scientifico   |
| -------------- | ------------------ |
| Cappero        | Capparis spinosa   |
| Carciofo       | Cynara cardunculus |
| Cavolfiore     | Brassica oleracea  |
| Fiore di zucca | Cucurbita pepo     |
| Giglio turco   | Hemerocallis fulva |
| Myoga          | Zingiber mioga     |

## Legumi

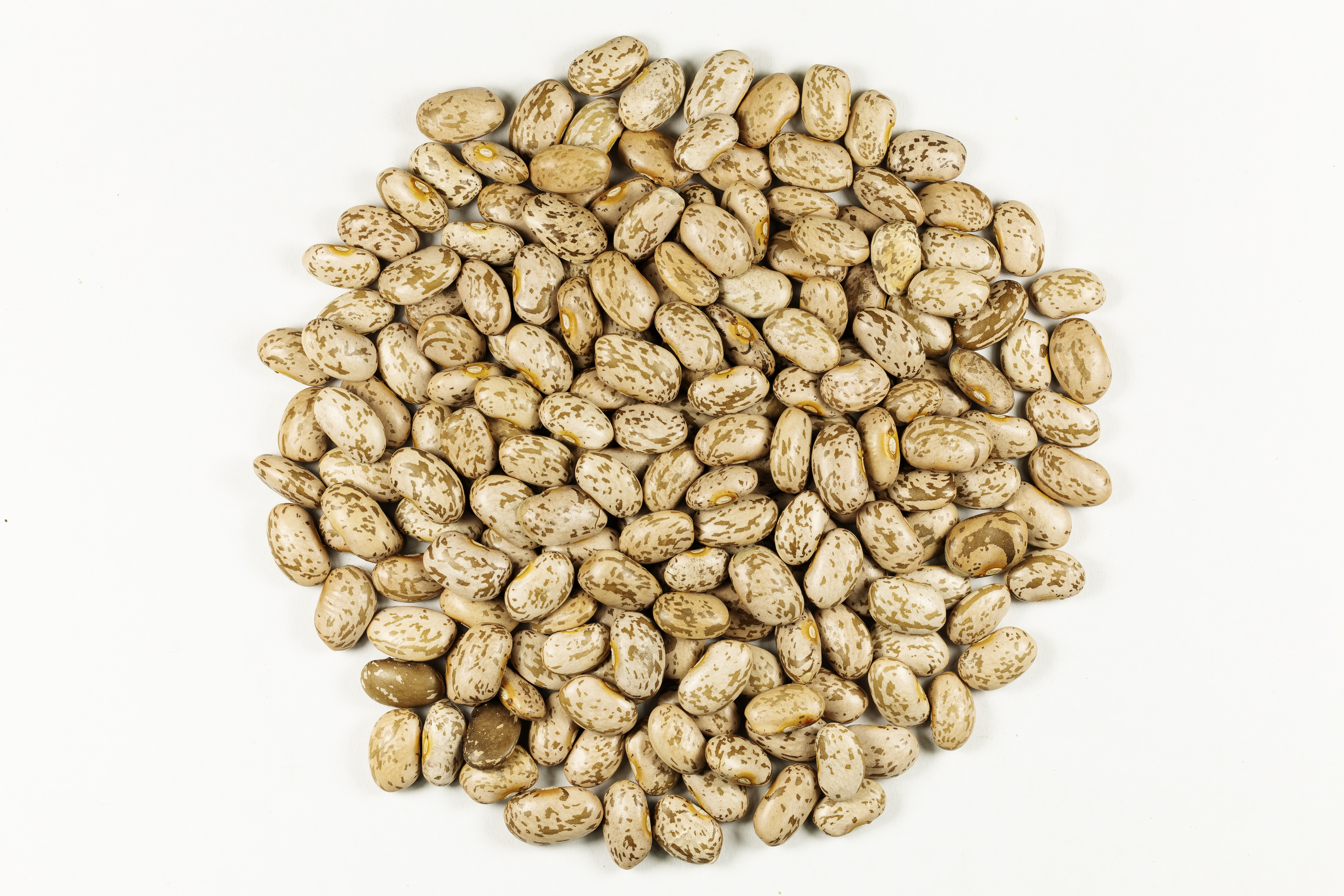
Fagioli

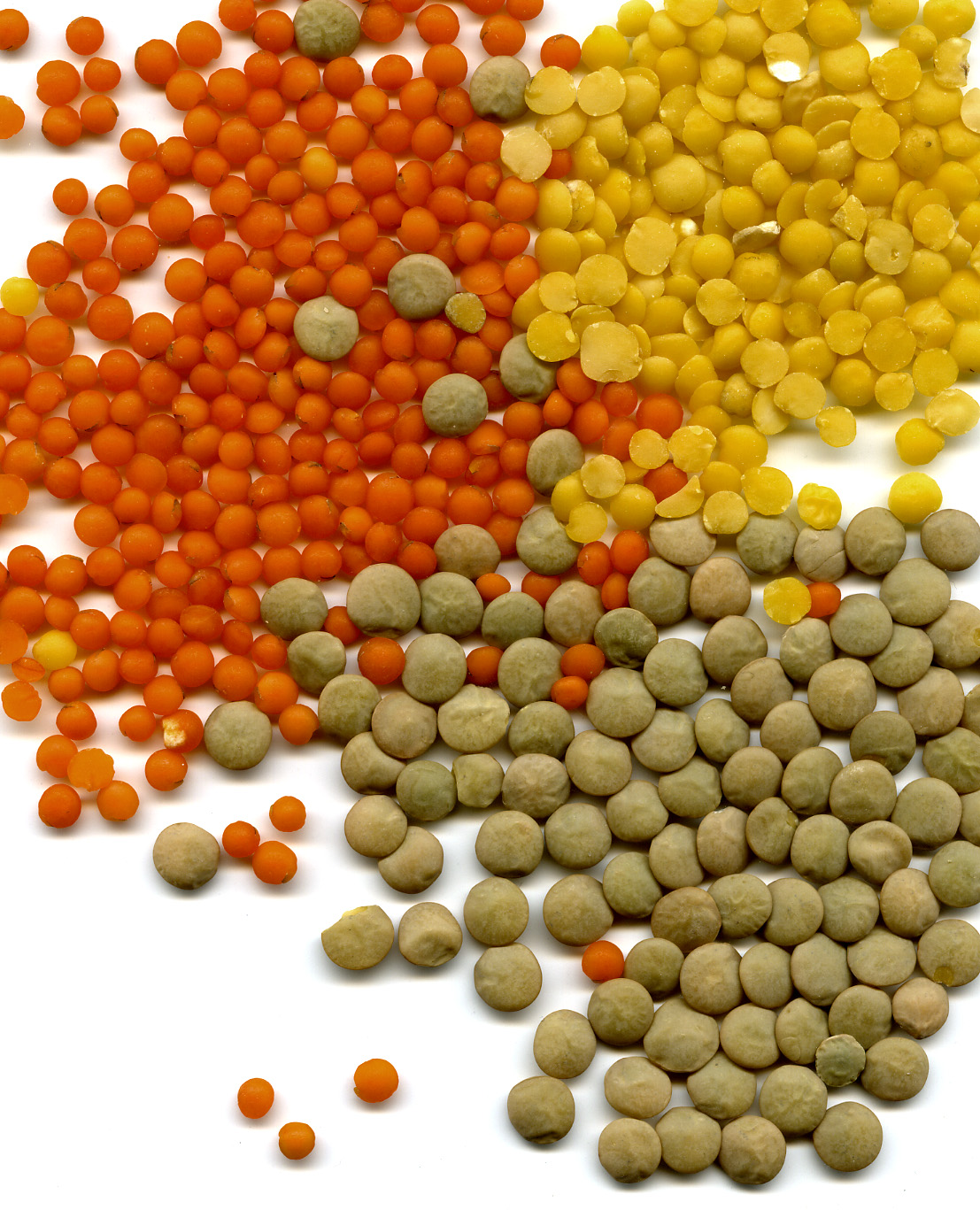
Lenticchie

| Nome comune          | Nome scientifico            |
| -------------------- | --------------------------- |
| Caiano               | Cajanus cajan               |
| Cece                 | Cicer arietinum             |
| Cicerchia            | Lathyrus sativus            |
| Fagiolino            | Phaseolus vulgaris          |
| Fagiolo              | Phaseolus vulgaris          |
| Fagiolo alato        | Psophocarpus tetragonolobus |
| Fagiolo azuki        | Vigna angularis             |
| Fagiolo bambara      | Vigna subterranea           |
| Fagiolo dall'occhio  | Vigna unguiculata           |
| Fagiolo delle risaie | Vigna umbellata             |
| Fagiolo di Lima      | Phaseolus lunatus           |
| Fagiolo di Spagna    | Phaseolus coccineus         |
| Fagiolo mungo nero   | Vigna mungo                 |
| Fagiolo mungo verde  | Vigna radiata               |
| Fagiolo tepary       | Phaseolus acutifolius       |
| Fava                 | Vicia faba                  |
| Lablab               | Lablab purpureus            |
| Lenticchia           | Vicia lens                  |
| Lupino               | Lupinus albus               |
| Pisello              | Lathyrus oleraceus          |
| Soia                 | Glycine max                 |

## Ortaggi a bulbo e a stelo

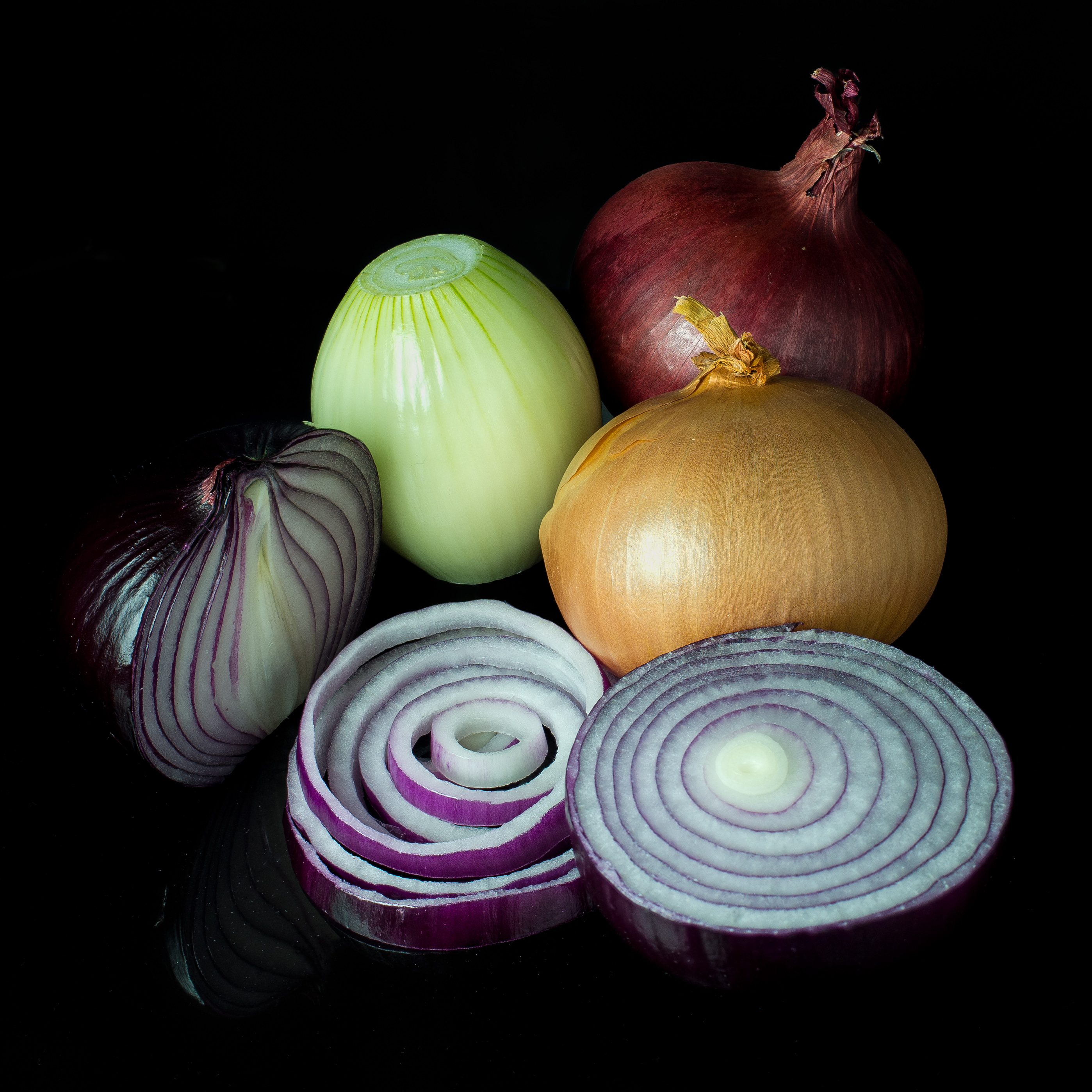
Cipolle

| Nome comune    | Nome scientifico                                           |
| -------------- | ---------------------------------------------------------- |
| Aglio          | Allium sativum                                             |
| Asparago       | Asparagus officinalis                                      |
| Bambù          | Bambusa spp., Phyllostachys spp.                           |
| Cardo          | Cynara cardunculus                                         |
| Cavolo rapa    | Brassica oleracea                                          |
| Cipolla        | Allium cepa                                                |
| Cipollotto     | Allium fistulosum                                          |
| Cuore di palma | Cocos nucifera, Euterpe spp., Sabal spp., Bactris gasipaes |
| Finocchio      | Foeniculum vulgare                                         |
| Lampascione    | Muscari comosum                                            |
| Nopal          | Opuntia ficus-indica                                       |
| Porro          | Allium ampeloprasum                                        |
| Rabarbaro      | Rheum rhabarbarum                                          |
| Salicornia     | Salicornia europaea                                        |
| Scalogno       | Allium ascalonicum                                         |
| Sedano         | Apium graveolens                                           |
| Sedano rapa    | Apium graveolens                                           |

## Ortaggi a radice e tuberi

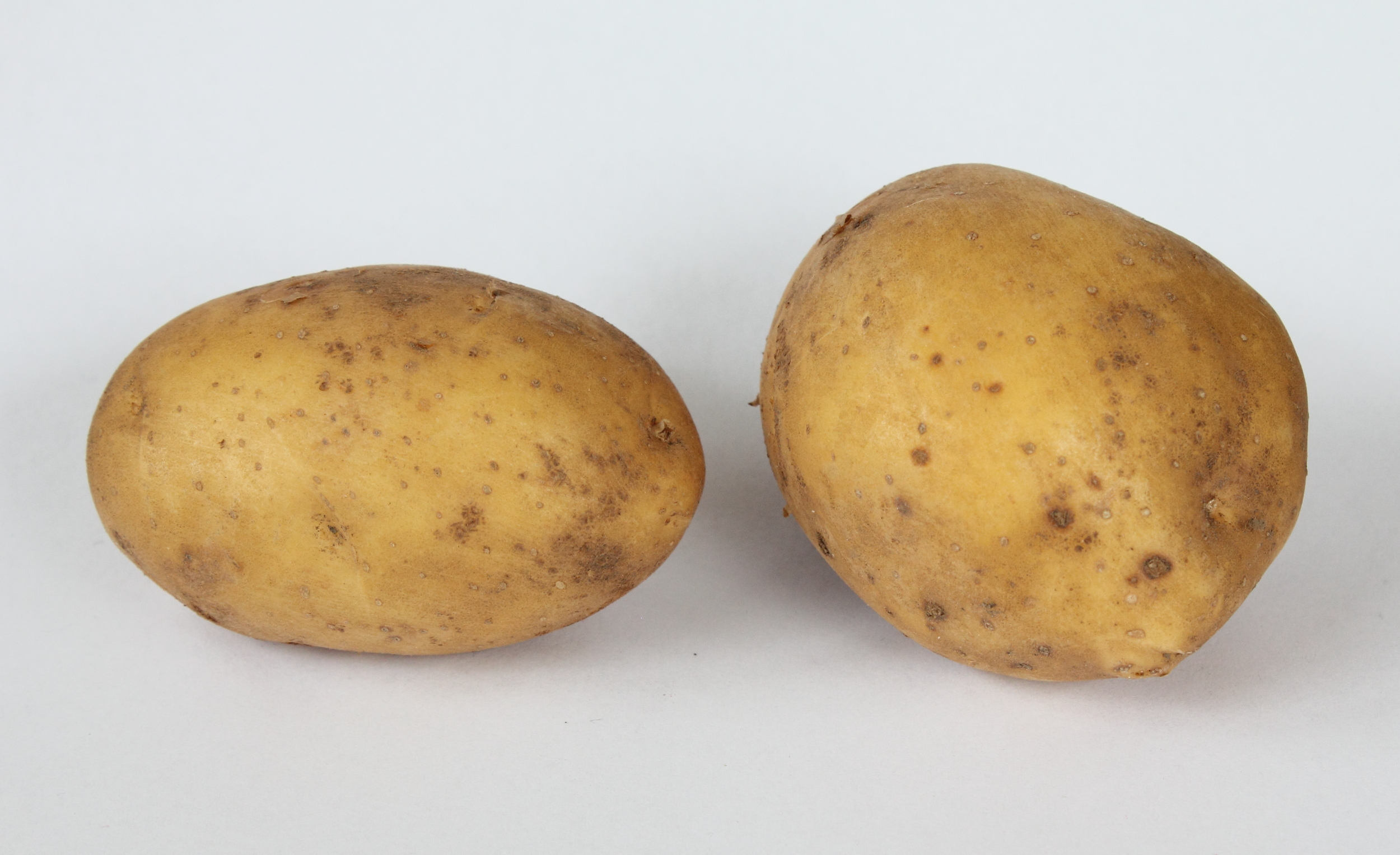
Patate

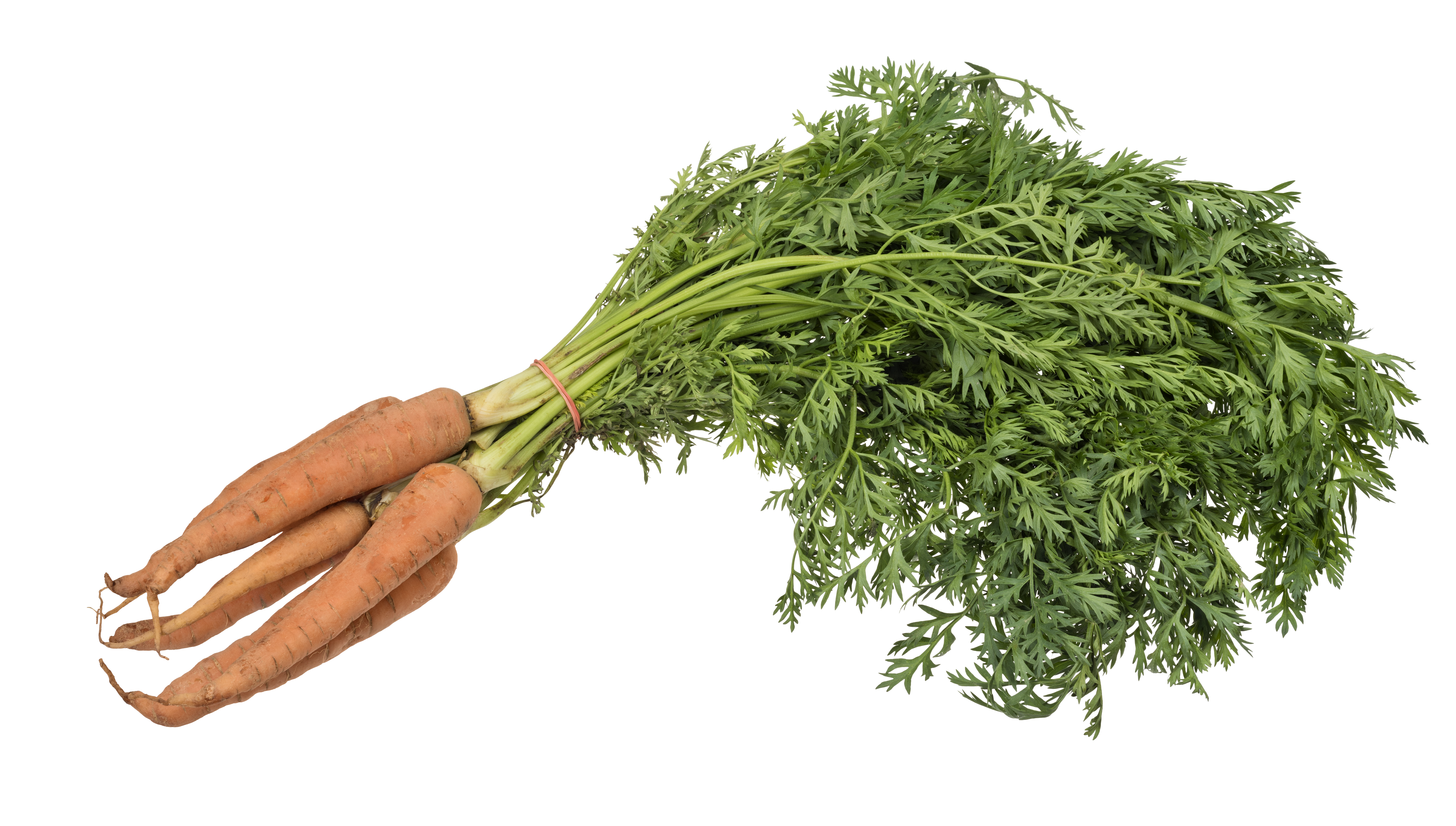
Carote

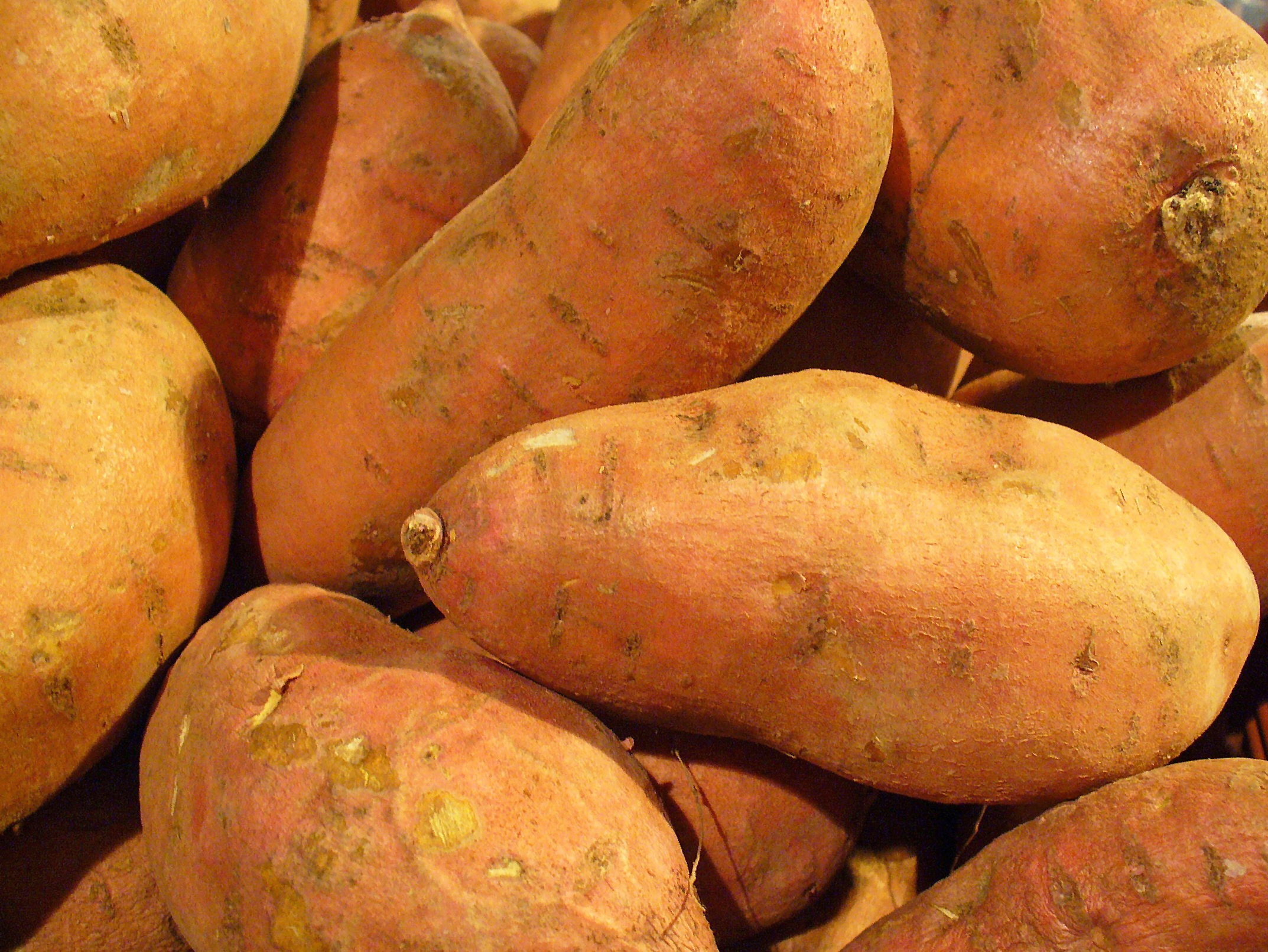
Patate dolci

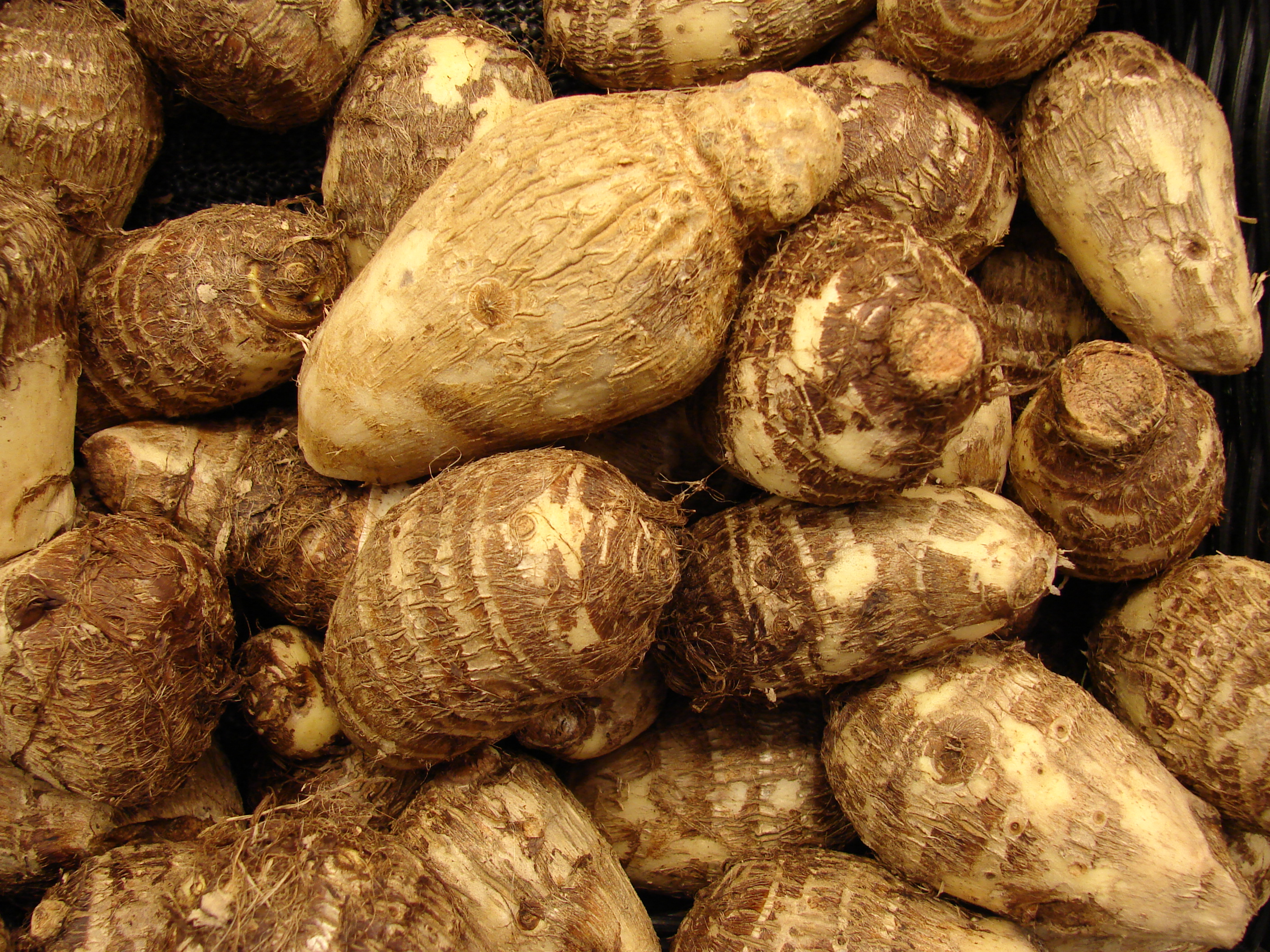
Taro

| Nome comune             | Nome scientifico             |
| ----------------------- | ---------------------------- |
| Arracacha               | Arracacia xanthorrhiza       |
| Barbabietola            | Beta vulgaris                |
| Barbaforte              | Armoracia rusticana          |
| Bardana                 | Arctium lappa                |
| Carota                  | Daucus carota                |
| Castagna d'acqua cinese | Eleocharis dulcis            |
| Cipero                  | Cyperus esculentus           |
| Coleo                   | Coleus rotundifolius         |
| Daikon                  | Raphanus raphanistrum        |
| Deodeok                 | Codonopsis lanceolata        |
| Ensete                  | Ensete ventricosum           |
| Galanga                 | Alpinia galanga              |
| Glicine tuberoso        | Apios americana              |
| Igname cinese           | Dioscorea polystachya        |
| Igname giallo           | Dioscorea cayenensis         |
| Jicama                  | Pachyrhizus erosus           |
| Leren                   | Goeppertia allouia           |
| Malanga                 | Xanthosoma sagittifolium     |
| Manioca                 | Manihot esculenta            |
| Maranta                 | Maranta arundinacea          |
| Mashua                  | Tropaeolum tuberosum         |
| Ossalide                | Oxalis tuberosa              |
| Pastinaca               | Pastinaca sativa             |
| Patata                  | Solanum tuberosum            |
| Patata dolce            | Ipomoea batatas              |
| Radice di loto          | Nelumbo nucifera             |
| Rapa                    | Brassica rapa                |
| Ravanello               | Raphanus raphanistrum        |
| Rutabaga                | Brassica napus               |
| Sagittaria              | Sagittaria sagittifolia      |
| Scorzobianca            | Tragopogon porrifolius       |
| Scorzonera              | Pseudopodospermum hispanicum |
| Sedanina                | Sium sisarum                 |
| Taro                    | Colocasia esculenta          |
| Topinambur              | Helianthus tuberosus         |
| Tuberina                | Stachys affinis              |
| Ube                     | Dioscorea alata              |
| Ulluco                  | Ullucus tuberosus            |
| Wasabi                  | Eutrema japonicum            |
| Yacón                   | Smallanthus sonchifolius     |
| Zenzero                 | Zingiber officinale          |

## Ortaggi di mare

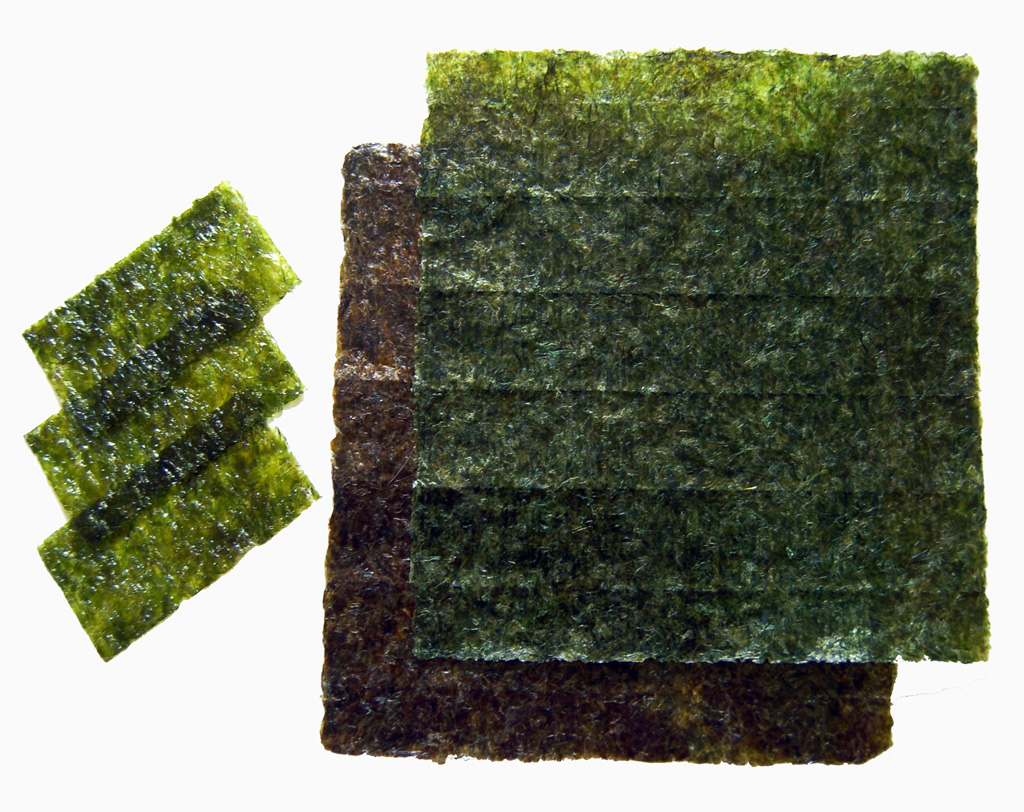
Alga nori

| Nome comune     | Nome scientifico    |
| --------------- | ------------------- |
| Arame           | Ecklonia bicyclis   |
| Dulse           | Palmaria palmata    |
| Hijiki          | Sargassum fusiforme |
| Kombu           | Saccharina japonica |
| Lattuga di mare | Ulva lactuca        |
| Nori            | Porphyra spp.       |
| Wakame          | Undaria pinnatifida |
| Zostera         | Zostera spp.        |